# 13093 Wolfgangpauli
13093 Wolfgangpauli (1992 SQ24) là một tiểu hành tinh vành đai chính được phát hiện ngày 21 tháng 9 năm 1992 bởi F. Borngen ở Tautenburg.